# Piec kaflowy

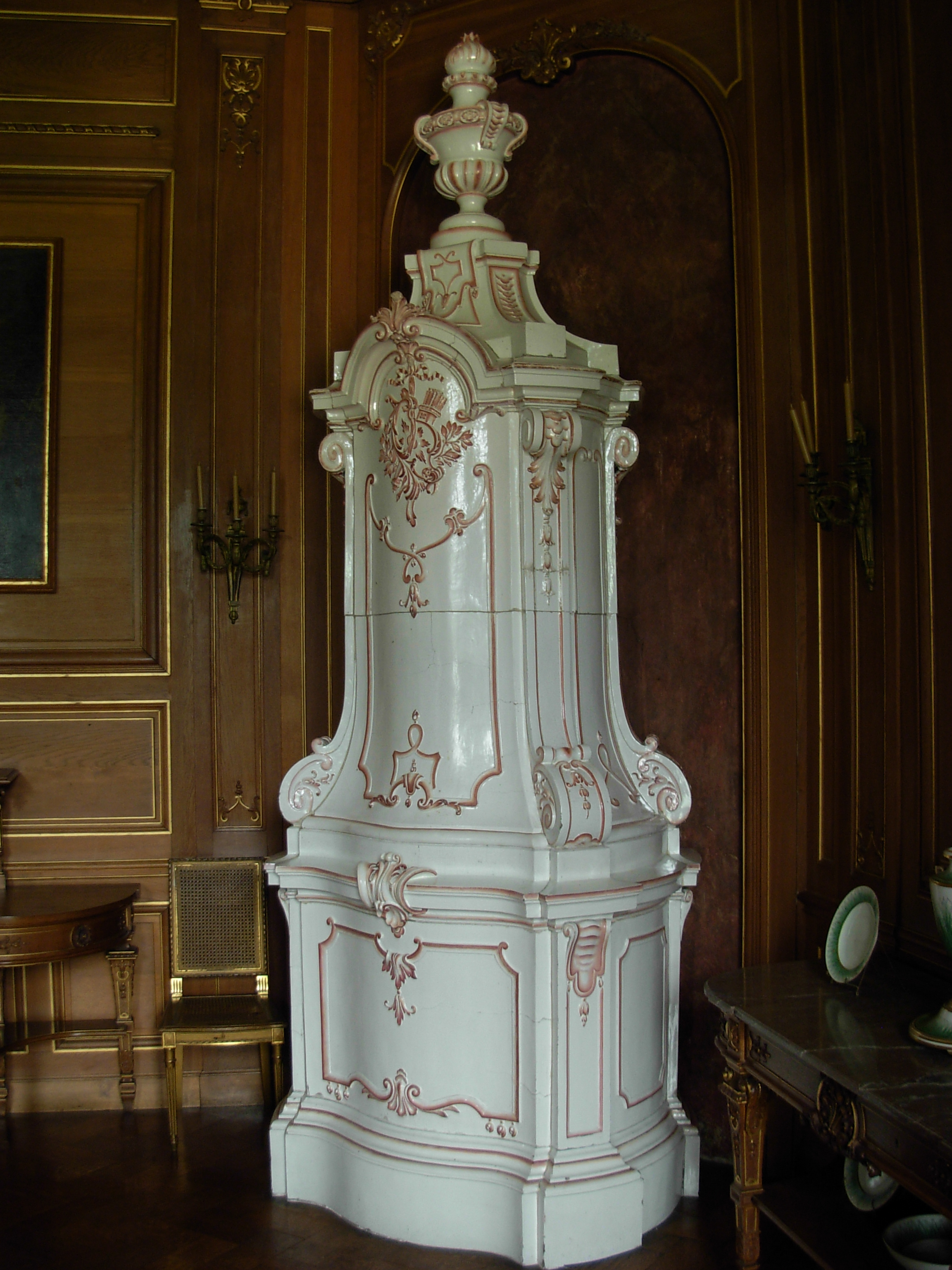
Ozdobny piec kaflowy w Pałacu w Łańcucie

Piec kaflowy – rodzaj pieca akumulacyjnego. Pojawił się w połowie XVIII stulecia, rozwijany i udoskonalany zwłaszcza w Niemczech. Piece kaflowe początkowo spalały głównie drewno, jednak coraz częściej stosowano węgiel – zwłaszcza na terenach miejskich. Do niedawna służyły jedynie do ogrzewania pomieszczeń. Obecnie pozwalają na ogrzewanie zarówno pomieszczeń przez bezpośrednie promieniowanie ciepła, jak i przy zastosowaniu płaszcza wodnego (do 60% sprawności) lub wymiennika ciepła (do 40% sprawności) do ogrzewania wody. Woda zgromadzona w zbiornikach buforowych może być używana jako cwu (ciepła woda użytkowa), jak i służyć do ogrzewania domu (mieszkania) w instalacji centralnego ogrzewania.

## Budowa
Piec kaflowy w tradycyjnej postaci jest budowany z cegły szamotowej, w postaci słupa obłożonego z zewnątrz materiałem ceramicznym – kaflami. Najważniejszym miejscem jest palenisko. Z wielkości paleniska oblicza się masę pieca (przykładowo palenisku na 6 kg drewna powinno odpowiadać 600 kg masy akumulacyjnej).
Jako zamknięcie paleniska mogą być wykorzystane drzwiczki żeliwne, lub nowocześniej – szyba. Szyby stosowane we wkładach do pieców kaflowych są grubsze od szyb do wkładów kominkowych lub podwójne (przez szybę wkłady kominkowe emitują ok. 30% ciepła, w piecach kaflowych ok. 10%). Powodem są dużo wyższe temperatury w palenisku pieca kaflowego.
Odbiór ciepła ze spalin realizowany jest w kanałach dymowych, które są przeważnie umieszczone pionowo z boków pieca. W zależności od budowy pieca spaliny po uzyskaniu żaru wypełniają kanały lub w wersji z przełącznikiem muszą przebyć wszystkie kanały, aby wylecieć do komina. Przełącznik służy do ułatwienia rozpalania – otwiera lub zamyka bezpośrednią drogę do komina.
Nowoczesnym rozwiązaniem są również wkłady do pieców kaflowych, które zamiast drzwiczek zawierają szybę. Mogą być również wyposażone w płaszcz wodny lub wymiennik ciepła, dzięki czemu piec kaflowy może stać się głównym i jedynym źródłem ciepła.

## Palenie
Występują 2 poprawne metody palenia w piecu kaflowym.
1. Rozpalanie „od góry” – należy nałożyć węgiel lub drewno na ruszt w ilości odpowiadającej masie pieca i wielkości paleniska oraz temperaturze zewnętrznej, następnie położyć rozpałkę (lub papier) oraz drobne drewno rozpałkowe i podpalić. Po odgazowaniu węgla (brak dużych płomieni) lub drewna należy zamknąć górne drzwiczki (powietrze wtórne), natomiast po przepaleniu prawie całego powstałego odgazowanego węgla (zostaje tylko cienka warstwa żaru) można zakręcić również dolne drzwiczki. W tym momencie zaczyna się właściwe grzanie pieca. Ciepło z żaru zaczyna wypełniać kanały dymne i ogrzewać wkład szamotowy. Jest to metoda rekomendowana przez Cech Zdunów Polskich.
2. Palenie kroczące – na ruszcie należy ułożyć stos z drobnego drewna, następnie obłożyć go kawałkami węgla i zasypać garścią drobniejszego węgla, po czym podpalić. Po przepaleniu należy przesunąć powstały żar na tył paleniska, a od przodu nałożyć węgiel tak, aby jedynie stykał się z żarem, nie przykrywając go. Czynność należy powtarzać aż do uzyskania pożądanej temperatury pieca i przepalenia ostatniej dawki paliwa, po czym zakręcić, upewniając się, że na ruszcie znajduje się jedynie cienka warstwa żaru. Metodę tę promowano już w 1922 w książce „Jak zaoszczędzać opał w gospodarstwie domowem” czy filmie z 1953 „Czy umiesz palić w piecu?”.

Palenie metodą „tradycyjną” (rozpalanie na ruszcie i zasypywanie żaru węglem) często prowadzi do usterek lub uszkodzeń pieców (nagłe skoki temperatury, nieregularne nagrzewanie), a nawet wybuchów. Dzieje się tak w wyniku nagromadzenia niespalonych palnych gazów, które w dużej ilości nagromadziły się w piecu i zostały nagle zapalone w wyniku wzrostu temperatury lub nagłej dawki tlenu. Jest to również palenie najmniej efektywne i wysokoemisyjne (nawet sześciokrotnie większa szkodliwa emisja zanieczyszczeń).
Pieca nie wolno zakręcać przed przepaleniem się wsadu, ponieważ grozi to rozsadzeniem pieca przez zapłon zgromadzonych w nim gazów palnych. Największe zagrożenie wybuchem zachodzi po wrzuceniu lub dołożeniu węgla, ze względu na możliwość unoszenia się pyłu węglowego w kanale kominowym pieca.
W piecu kaflowym można opalać również innymi materiałami poza węglem (drewno, papier, słoma), jednakże węgiel ze względu na swoją charakterystykę palenia jest materiałem wymagającym najmniej obsługi. Używanie drewna lub papieru jako materiału palnego wymaga częstszego dokładania i obsługi pieca, przy jednoczesnym wytwarzaniu większych objętości popiołu.

## Wady i zalety
- zdecydowaną zaletą, w stosunku do kominków, jest czas oddawania zakumulowanego ciepła, wynoszący od 12 do 24 godzin (piec dobrze rozpalony, zakręcony ok. 22 nie jest zupełnie zimny jeszcze ok. godz. 20-22 dnia następnego – zależne od temperatury otoczenia i szczelności cieplnej pomieszczenia oraz pieca),
- wysoka efektywność pieca przy właściwej obsłudze (60-85% i więcej) dzięki akumulacji oraz ceramicznej budowie (wysoka temperatura)
- grzanie w dużej części poprzez przyjazne człowiekowi promieniowanie podczerwone
- wytwarzanie pyłu, szczególnie przy czyszczeniu pieca

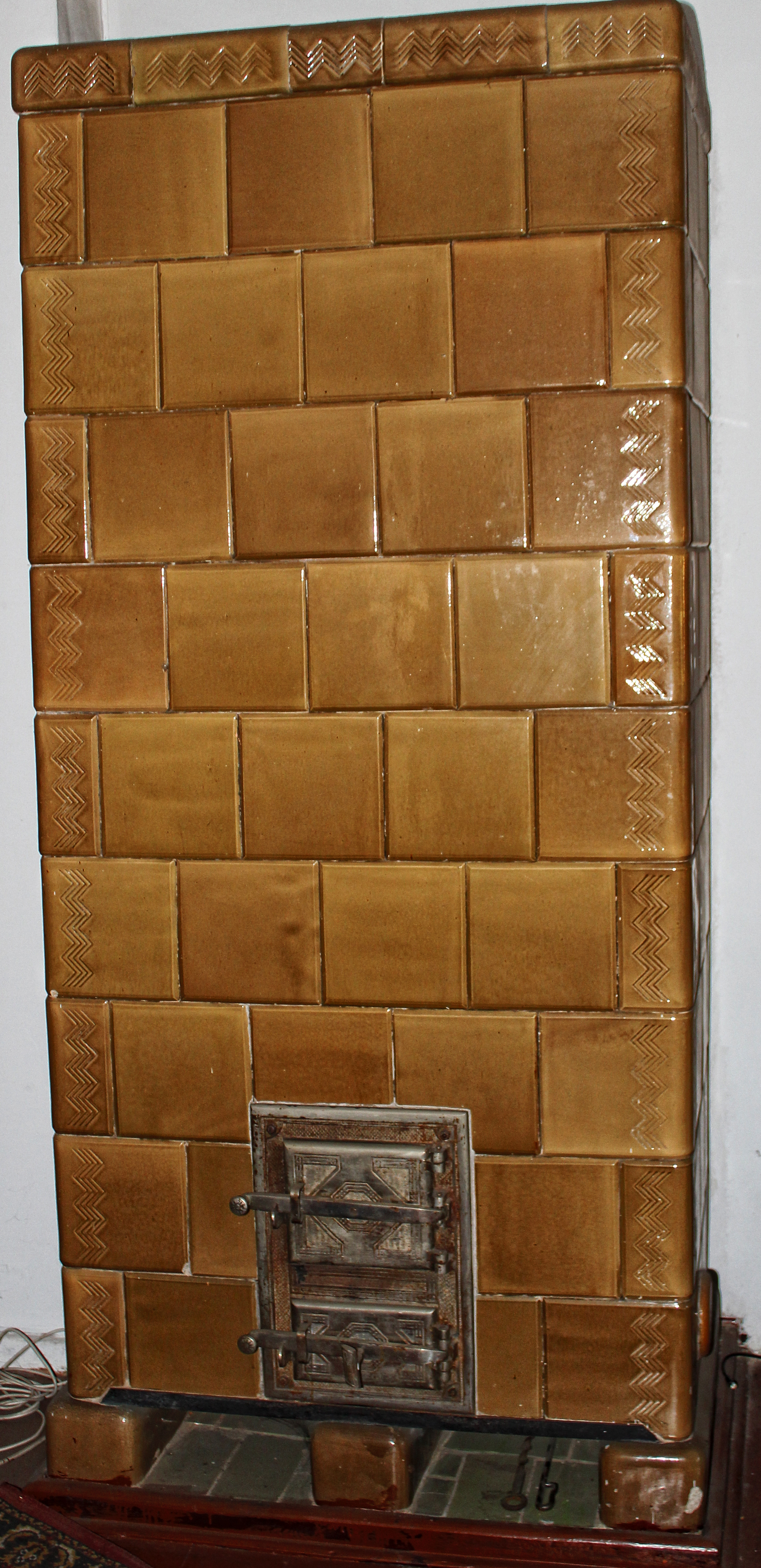
Piec kaflowy
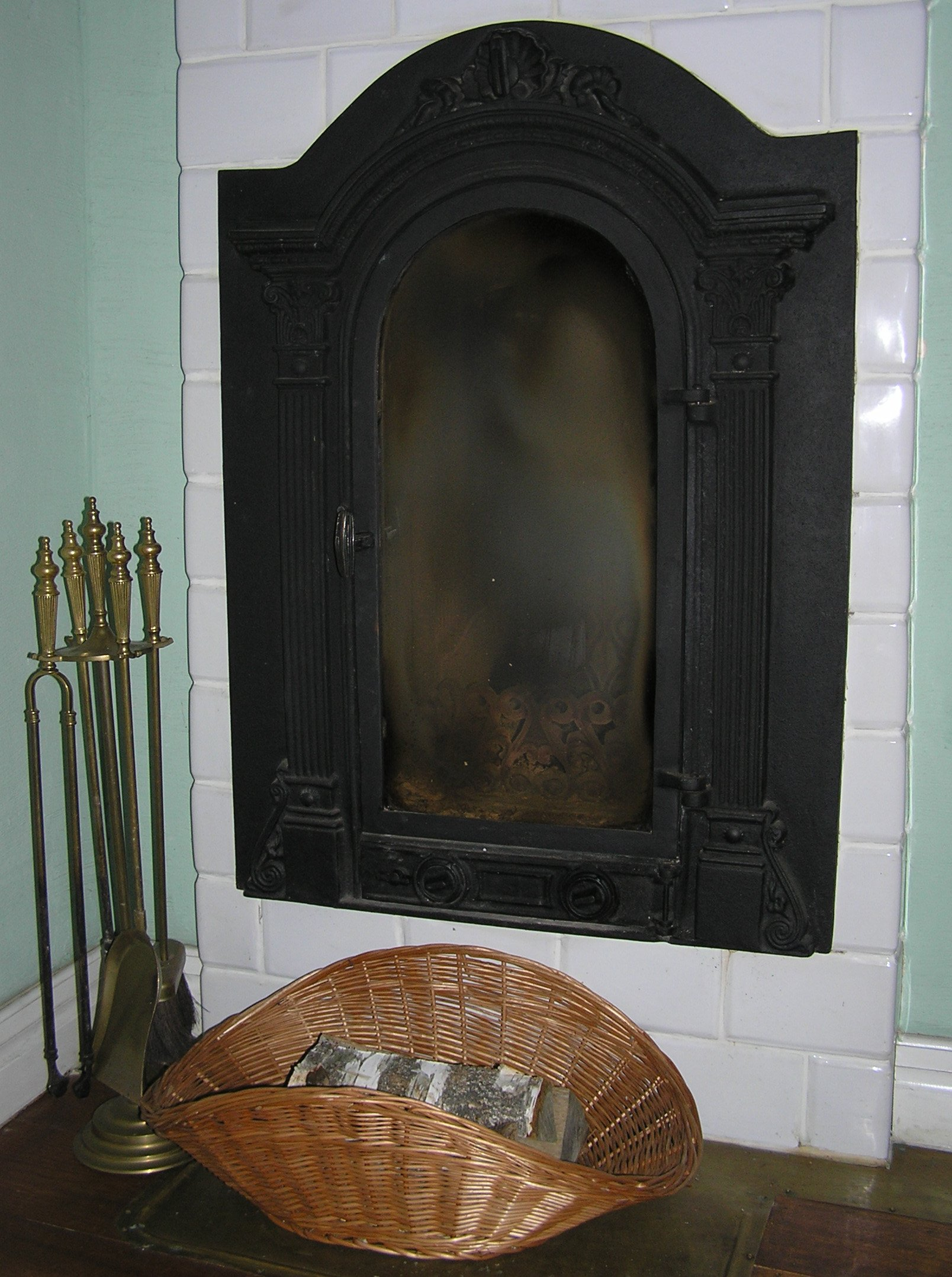
Przykład pieca z drzwiczkami żeliwnymi z przeszkleniem (Białowieża Towarowa)
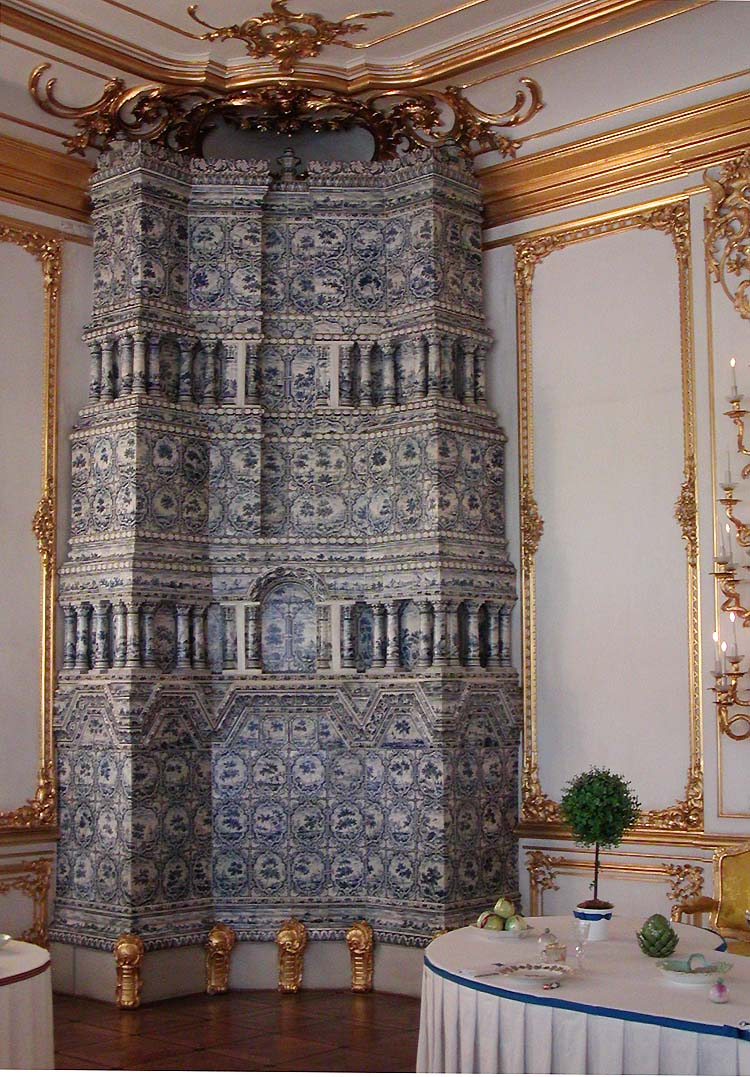
Piec kaflowy w pałacu w Carskim Siole
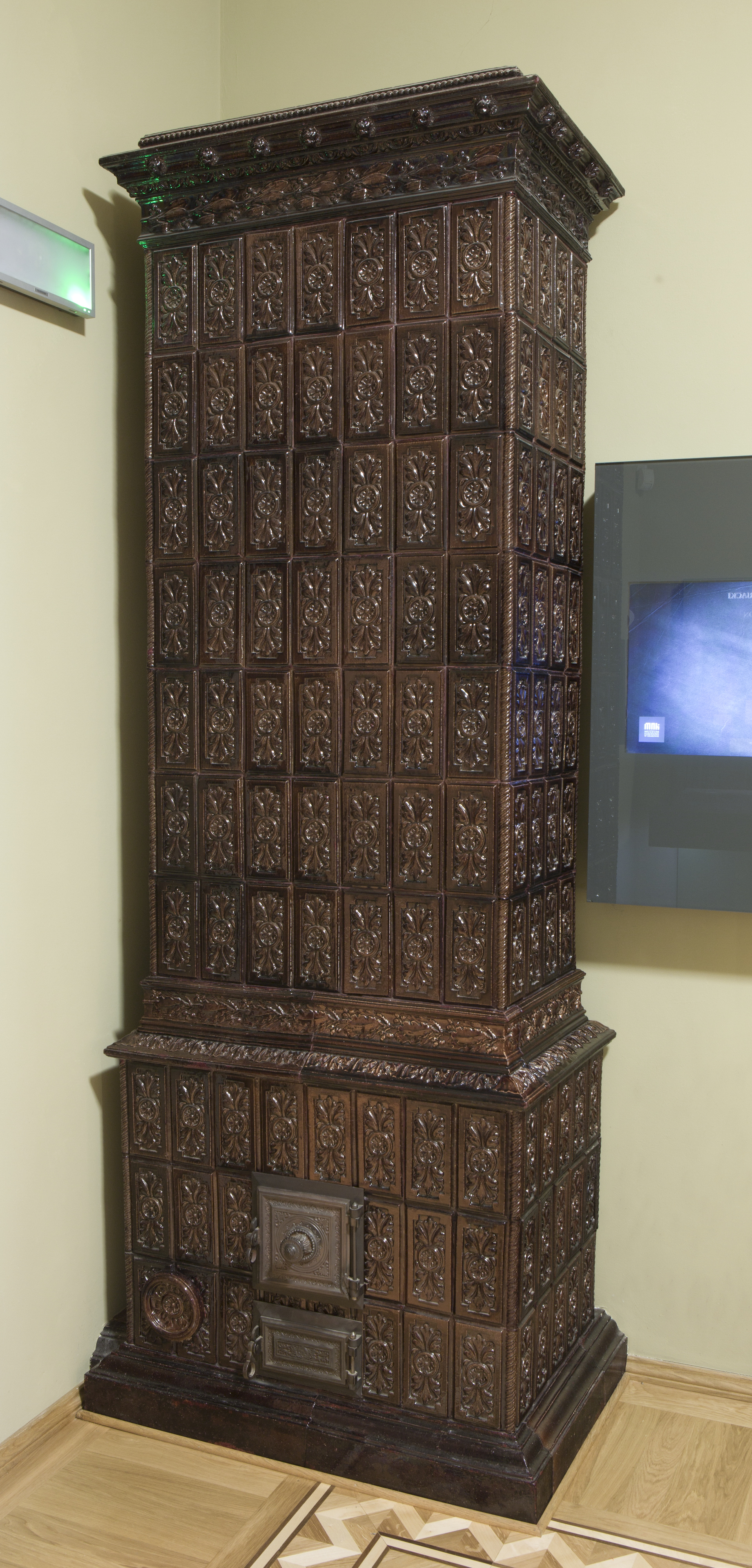
Dziewiętnastowieczny piec kaflowy w Muzeum im. Emeryka Hutten-Czapskiego